# Мениган-Хенсли, Келли
Ке́лли Ме́ниган-Хе́нсли (англ. Kelley Menighan Hensley; род. 15 февраля 1967, Гленвью, Иллинойс) — американская актриса.

## Биография и карьера
Келли Мениган родилась 15 февраля 1967 года в Гленвью (штат  Иллинойс, США).
Келли дебютировала в кино в 1989 году, сыграв роль Эмили Стюарт в телесериале «Как вращается мир», в котором она снималась до 2010 года. Всего Мениган-Хенсли сыграла в 7-ми фильмах и телесериалах.

## Личная жизнь
С 25 мая 1996 года Келли замужем за актёром Джоном Хенсли (род.1965). У супругов есть трое детей: дочь Софи Мэй Хенсли (род.23.12.1998), сын Спенсер Джеймс Хенсли (род.31.01.2002) и ещё одна дочь — Джорджия Грэйс Хенсли (род.28.06.2007).